# Andris Šics
Andris Šics (* 12. Mai 1985 in Sigulda, Lettische SSR, Sowjetunion) ist ein ehemaliger lettischer Rennrodler, der zusammen mit seinem Bruder Juris 17 Jahre lang im Weltcup aktiv war.

## Werdegang
Andris Šics begann im Alter von zehn Jahren mit dem Rodelsport. Seit 2003 ist er Mitglied der lettischen Rodelnationalmannschaft. Zusammen mit seinem älteren Bruder Juris gehört er seit 2005 der erweiterten Weltspitze an. Sein erster großer Erfolg war der Gewinn der Bronzemedaille im Mannschaftswettbewerb bei der Europameisterschaft 2006 in Winterberg. Im Februar 2006 vertrat er in Turin erstmals sein Land bei den Olympischen Winterspielen. Mit der Mannschaft gewann er bei der Rennrodel-Europameisterschaft 2008 in Cesana überraschend die Goldmedaille.
Im Doppelsitzer errang er mit seinem Bruder Juris bei den Olympischen Winterspielen 2010 die Silbermedaille und 2014 die Bronzemedaille. Bei den Rennrodel-Europameisterschaften 2018 auf der Heimbahn im lettischen Sigulda fuhr er im Doppelsitzer gemeinsam mit seinem Bruder auf den zweiten Platz.
Nach der Saison 2021/22 beendeten die beiden Brüder ihre Karriere.
Ab der Saison 2022/23 soll er Technischer Direktor des internationalen Rennrodelverbands werden.[veraltet]

## Bisherige Erfolge
- 14. Platz, Weltcup-Gesamtwertung 2004/2005
- 10. Platz, Challenge-Cup-Gesamtwertung 2004/2005
- 10. Platz, Weltmeisterschaften 2005 in Park City/USA
- 10. Platz, Weltmeisterschaften (Mannschaft) 2005 in Park City/USA
- 9. Platz, Weltcup-Gesamtwertung 2005/2006
- 7. Platz, XX. Olympische Winterspiele 2006 in Turin
- 5. Platz, 40. Europameisterschaften 2006 in Winterberg
- 40. Europameisterschaften Mannschaft 2006 in Winterberg
- 41. Europameisterschaften Mannschaft 2008 in Cesana
- XXI. Olympische Winterspiele 2010 in Vancouver
- XXII. Olympische Winterspiele 2014 in Sotschi
- 49. Europameisterschaften Doppelsitzer 2018 in Sigulda

### Weltcupsiege
Teamstaffel (inoffiziell)
| Nr. | Datum         | Ort     | Bahn                                              |
| --- | ------------- | ------- | ------------------------------------------------- |
| 1.  | 26. Nov. 2005 | Sigulda | Rennrodel- und Bobbahn Sigulda                    |
| 2.  | 9. Dez. 2006  | Calgary | Bob- und Rennschlittenbahn im Canada Olympic Park |